# Du Bois Brewing Company
Die Du Bois Brewing Company ist eine ehemalige US-amerikanische Brauerei in DuBois. Das Unternehmen wurde 1897 gegründet und im Jahr 1972 geschlossen. Die Du Bois Brewing Company war eine der wenigen Brauereien in den USA, welche nie in den Verdacht des Verstoßes gegen die Prohibitionsgesetze geriet.

## Geschichte
Der deutsche Auswanderer und Brauer Frank Hahne zog im Jahr 1896 nach DuBois, um eine Brauerei zu gründen. Obwohl es zunächst kommunalen Widerstand gegen seine Pläne gab, wurde eine Vereinbarung zwischen Hahne und der Handelskammer von DuBois getroffen. Im folgenden Jahr wurde die Du Bois Brewing Company an der South Main Street gegründet. Der für den Bau verantwortliche Architekt war A. D. Orner. Zum Brauereikomplex gehörten ein Brauhaus, Kraftwerk, Eishaus, Bürogebäude und ein Kesselhaus. Der größere der zwei Schornsteine der Brauerei galt lange Zeit als ein Wahrzeichen der Stadt. Einer der Hauptgründe für die Standortwahl von DuBois war die hohe Wasserqualität: Um es vor Verschmutzung zu schützen, erstand Hahne knapp neun Quadratkilometer der Fläche, welche das örtliche Wasserreservoir umgab.
Die Brauerei besaß einen Braukessel, in welchem bis zu 300 Barrel Bier auf einmal gebraut werden konnten – eine für Zeit und Unternehmensalter vergleichsweise große Menge. Da man sich schon früh mit überregionaler Nachfrage konfrontiert sah, wurden 1899 einige Zugwaggons der Buffalo, Rochester, & Pittsburgh Railway Company gekauft. Im Jahr 1905 wurden vier Produkte angeboten: Hahnes Export, Du Bois Würzburger, Du Bois Budweiser und Hahnes Porter. Aufgrund des anhaltenden Wachstums der Brauerei wurden Außenstellen in Buffalo und Newark gegründet, der Hauptsitz war jedoch weiterhin in DuBois.
Auf dem Höhepunkt ihres Erfolgs musste sich das Unternehmen auf den Beginn der Prohibition vorbereiten. Wie viele andere Brauereien reduzierte man die Belegschaft und hielt sich mit der Produktion von alkoholreduziertem Bier („near beer“) und Softdrinks im Markt. Als zweites Standbein wurde die H&G Ice Company, ein industrieller Hersteller von Eis, in direkter Nachbarschaft zur Brauerei gegründet. Im Jahr 1932 verstarb der Firmengründer: Sein Sohn, Frank Hahne Jr., übernahm die Leitung der Brauerei, seine Tochter Maria wurde Vizepräsidentin.
Da die Du Bois Brewing Company eine von wenigen Brauerei in den USA waren, welche nie in den Verdacht der Missachtung der Prohibitionsgesetze gerieten, wurde ihr die Lizenznummer G-2 verliehen, welche sie dazu befähigte, sofort nach der Beendigung der Prohibition den Braubetrieb wieder aufzunehmen. Innerhalb kurzer Zeit wurde die kleine Belegschaft von 20 Mitarbeitern, welche die Brauerei während der Prohibition betrieben, auf 108 Mitarbeitern erhöht. Am Tag der Wiederaufnahme des Braubetriebs hatte das Unternehmen bereits Bestellungen für drei Millionen Flaschen Bier.
Im Jahr 1967 verkaufte Frank Hahne Jr. die Brauerei für 1 Million US-Dollar an die Pittsburgh Brewing Company, nachdem sein einziger Sohn und potentieller Erbe in Kindesalter verstorben war. Die Brauerei blieb gemäß den Bestimmungen des Verkaufsvertrags noch fünf Jahre in Betrieb, bevor sie im Mai 1972 geschlossen wurde. Zu dieser Zeit beschäftigte das Unternehmen circa 100 Mitarbeiter.
Nach der Schließung der Brauerei wurde das Gelände von verschiedenen Unternehmen genutzt. Der Großteil des Brauereikomplexes wurde im Jahr 2003 abgerissen, darunter auch der das Stadtbild prägende Schornstein.

## Rechtsstreit mit Anheuser-Busch
Die Verwendung des Markennamens „Budweiser“ sorgte für einen lang anhaltenden Rechtsstreit zwischen der Du Bois Brewing Company und Anheuser-Busch, welche den Namen für sich beanspruchten. Die Du Bois Brewing Company vertrat die Meinung, Budweiser sei kein Markenname, sondern beziehe sich auf die Budweiser-Brauerei in Tschechien.
1908 wurde die erste Klage eingereicht, jedoch im folgenden Jahr aufgrund der sich verschlechternden Gesundheit des Anheuser-Busch-Firmengründers Adolphus Busch wieder zurückgenommen.
1940 klagte Anheuser-Busch erneut. Der Fall ging durch mehrere Gerichte, aber die Du Bois Brewing Company ging nach etlichen Jahren als Sieger hervor.
Erst am 31. Oktober 1970, 65 Jahre nach der Einführung der Marke, wurde der Du Bois Brewing Company die Verwendung des Namens verboten. Als Entschädigung wurde dem neuen Besitzer, der Pittsburgh Brewing Company, 1 Million US-Dollar als Entschädigung gezahlt.